# Houston Open
Lo Houston Open è stato un torneo di tennis facente parte del Grand Prix e del World Championship Tennis giocato dal 1971 al 1984 a Houston negli Stati Uniti su campi in terra verde chiamata anche Har-Tru. Costituisce la continuazione del torneo pre-Open River Oaks International Tennis Tournament la cui prima edizione venne disputata nel 1931 al River Oaks Country Club di Houston. Nel 2008 il River Oaks International si è fuso con lo U.S. Men's Clay Court Championships.

## Albo d'oro

### Singolare
| Anno | Vincitore       | Finalista        | Punteggio                 |
| ---- | --------------- | ---------------- | ------------------------- |
| 1971 | Cliff Richey    | Clark Graebner   | 6–1, 6–2, 6–2             |
| 1972 | Rod Laver       | Ken Rosewall     | 6–2, 6–4                  |
| 1973 | Ken Rosewall    | Fred Stolle      | 3–6, 6–2, 7–5             |
| 1974 | Rod Laver       | Björn Borg       | 7–6, 6–2                  |
| 1975 | Ken Rosewall    | Cliff Drysdale   | 6–3, 6–4                  |
| 1976 | Harold Solomon  | Ken Rosewall     | 6–4, 1–6, 6–1             |
| 1977 | Adriano Panatta | Vitas Gerulaitis | 6–3, 7–5, 6–0             |
| 1978 | Brian Gottfried | Ilie Năstase     | 3–6, 6–2, 6–1             |
| 1979 | José Higueras   | Gene Mayer       | 6–3, 2–6, 7–6             |
| 1980 | Ivan Lendl      | Eddie Dibbs      | 6–1, 6–3                  |
| 1981 | Guillermo Vilas | Sammy Giammalva  | 6–2, 6–4                  |
| 1982 | Ivan Lendl      | José Luis Clerc  | 3–6, 7–6, 6–0, 1–4 ritiro |
| 1983 | Ivan Lendl      | Paul McNamee     | 6–2, 6–0, 6–3             |
| 1984 | Mark Dickson    | Sammy Giammalva  | 6–3, 6–2                  |

### Doppio
| Anno | Vincitori                       | Finalisti                      | Punteggio     |
| ---- | ------------------------------- | ------------------------------ | ------------- |
| 1971 | Milan Holeček Onny Parun        | Tom Edlefsen Frank Froehling   | 1–6, 7–6, 6–4 |
| 1972 | Roy Emerson Rod Laver           | Ken Rosewall Fred Stolle       | 6–3, 6–3      |
| 1973 | Tom Okker Marty Riessen         | Arthur Ashe Roscoe Tanner      | 7–5, 7–5      |
| 1974 | Colin Dibley Rod Laver          | Arthur Ashe Roscoe Tanner      | 4–6, 7–6, 6–4 |
| 1975 | Robert Lutz Stan Smith          | Mike Estep Russell Simpson     | 7–5, 7–6(5)   |
| 1976 | Rod Laver Ken Rosewall          | Charlie Pasarell Allan Stone   | 6–4, 6–2      |
| 1977 | Ilie Năstase Adriano Panatta    | John Alexander Phil Dent       | 6–3, 6–4      |
| 1978 | Wojciech Fibak Tom Okker        | Tom Leonard Mike Machette      | 7–5, 7–5      |
| 1979 | Gene Mayer Sherwood Stewart     | John Alexander Geoff Masters   | 6–1, 5–7, 6–4 |
| 1980 | Peter McNamara Paul McNamee     | Marty Riessen Sherwood Stewart | 6–4, 6–4      |
| 1981 | Mark Edmondson Sherwood Stewart | Anand Amritraj Fred McNair     | 6–4, 6–3      |
| 1982 | Kevin Curren Steve Denton       | Mark Edmondson Peter McNamara  | 7–5, 6–4      |
| 1983 | Kevin Curren Steve Denton       | Mark Dickson Tomáš Šmíd        | 7–5, 2–6, 6–1 |
| 1984 | Pat Cash Paul McNamee           | David Dowlen Nduka Odizor      | 7–5, 4–6, 6–3 |